# William Ryan (regatista)
William Ryan (Lake Macquarie, 23 de diciembre de 1988) es un deportista australiano que compite en vela en la clase 470.
Participó en dos Juegos Olímpicos de Verano, obteniendo dos medallas, plata en Río de Janeiro 2016 y oro en Tokio 2020, ambas en la clase 470 (junto con Mathew Belcher). Ganó seis medallas en el Campeonato Mundial de 470 entre los años 2013 y 2019.
En 2022 fue condecorado con la Medalla de la Orden de Australia (OAM).

## Palmarés internacional
| \| Juegos Olímpicos \| Juegos Olímpicos \| Juegos Olímpicos \| Juegos Olímpicos \| \| Año \| Lugar \| Medalla \| Clase \| \| ------------------ \| ----------------------- \| ----------------- \| ---------------- \| \| 2016 \| Río de Janeiro (Brasil) \| Medalla de plata \| 470 \| \| 2020 \| Tokio (Japón) \| Medalla de oro \| 470 \| \| Campeonato Mundial \| \| \| \| \| Año \| Lugar \| Medalla \| Clase \| \| 2013 \| La Rochelle (Francia) \| Medalla de oro \| 470 \| \| 2014 \| Santander (España) \| Medalla de oro \| 470 \| \| 2015 \| Haifa (Israel) \| Medalla de oro \| 470 \| \| 2016 \| San Isidro (Argentina) \| Medalla de bronce \| 470 \| \| 2017 \| Salónica (Grecia) \| Medalla de oro \| 470 \| \| 2019 \| Enoshima (Japón) \| Medalla de oro \| 470 \| |                         |                   |       |
| Juegos Olímpicos |                         |                   |       |
| Año | Lugar                   | Medalla           | Clase |
| 2016 | Río de Janeiro (Brasil) | Medalla de plata  | 470   |
| 2020 | Tokio (Japón)           | Medalla de oro    | 470   |
| Campeonato Mundial |                         |                   |       |
| Año | Lugar                   | Medalla           | Clase |
| 2013 | La Rochelle (Francia)   | Medalla de oro    | 470   |
| 2014 | Santander (España)      | Medalla de oro    | 470   |
| 2015 | Haifa (Israel)          | Medalla de oro    | 470   |
| 2016 | San Isidro (Argentina)  | Medalla de bronce | 470   |
| 2017 | Salónica (Grecia)       | Medalla de oro    | 470   |
| 2019 | Enoshima (Japón)        | Medalla de oro    | 470   |